# Medaglia per la liberazione di Varsavia
La medaglia per la liberazione di Varsavia è stata un premio statale dell'Unione Sovietica.

## Storia
La medaglia venne istituita il 9 giugno 1945.

## Assegnazione
La medaglia veniva assegnata ai partecipanti all'operazione Vistola-Oder

## Insegne
- La medaglia era di ottone. Il dritto raffigurava in alto la scritta ad arco "PER LA LIBERAZIONE DI" (Russo: «ЗА ОСВОБОЖДЕНИЕ»), sotto la scritta, in caratteri evidenti, la scritta in rilievo "VARSAVIA" (Russo: «ВАРШАВЫ»). In basso vi era una stella che irradiava raggi verso l'alto. Sul retro la data "17 GENNAIO 1945" (Russo: «17 ЯНВАРЯ 1945») sotto ad una stella a cinque punte.
- Il nastro era blu con una striscia centrale rossa e bordi gialli.